# 居伊·德吕热
居伊·德吕热（法語：Guy de Luget，1884年2月2日—1961年9月22日），生于拉罗谢尔，法国男子击剑运动员。他曾获得1924年夏季奥运会击剑比赛男子花剑团体金牌。他于1961年在蒙蒂尼莱梅斯逝世。